# (3545) Gaffey
(3545) Gaffey est un astéroïde de la ceinture principale.

## Description
(3545) Gaffey est un astéroïde de la ceinture principale. Il fut découvert le 20 novembre 1981 à la station Anderson Mesa par Edward L. G. Bowell. Il présente une orbite caractérisée par un demi-grand axe de 2,87 UA, une excentricité de 0,06 et une inclinaison de 3,0° par rapport à l'écliptique.

## Compléments